# Jurij Jechanurov
Jurij Ivanovič Jechanurov (ukrajinsky Юрій Іванович Єхануров; * 23. srpen 1948 Belkaši) je ukrajinský politik burjatského původu. Vystudoval stavební inženýrství v Kyjevě, kde se usadil natrvalo. Zastával nejrůznější funkce ve stavebních podnicích. V letech 2005–2006 byl premiérem Ukrajiny, v letech 2007–2009 ministrem obrany (v druhé vládě Julie Tymošenkové). Roku 1997 byl též krátce ministrem průmyslu ve vládě Pavla Lazarenka. V letech 1994–1997 řídil Fond národního majetku (ukrajinsky Фонд державного майна України), který organizoval ukrajinskou privatizaci. Je členem středopravé strany Naše Ukrajina (ukrajinsky Наша Україна).